# Ренолдс (Индијана)
Ренолдс (енгл. Reynolds) град је у америчкој савезној држави Индијана.

## Демографија
По попису из 2010. године број становника је 533, што је 14 (-2,6%) становника мање него 2000. године.
| Група             | 2000.       | 2010.       |
| Белци             | 485 (88,7%) | 472 (88,6%) |
| Афроамериканци    | 0 (0,0%)    | 1 (0,2%)    |
| Азијати           | 1 (0,2%)    | 0 (0,0%)    |
| Хиспаноамериканци | 48 (8,8%)   | 53 (9,9%)   |
| Укупно            | 547         | 533         |